# ارنان (هوراند)
ارنان (هوراند)، روستایی از توابع شهرستان هوراند در استان آذربایجان شرقی ایران است. این روستا ۶۷۷ تا ۷۷۴ نفر جمعیت دارد.

## جمعیت
این روستا در دهستان چهاردانگه قرار دارد و براساس سرشماری مرکز آمار ایران در سال ۱۳۸۵، جمعیت آن ۷۷۴ نفر (۱۶۹خانوار) بوده‌است.